# Kovács Béla (labdarúgó, 1950)
Kovács Béla (1950 – 2011. november 4.) labdarúgó, hátvéd.

## Pályafutása
Az Autótaxi nevelése. 1971-ben innen igazolt az Egri Dózsába. 1975 nyarán bejelentette távozási szándékát a Vasas Izzóba, de ehhez az Eger nem járult hozzá. Ezért csak az végétől szerepelhetett a budapesti csapatban. 1978 és 1982 között három idényben szerepelt az első osztályban három különböző csapatban. 1978–79-ben a Vasas Izzóban, 1979–80-ban a Volánban, 1981–82-ben a SZEOL AK csapatában játszott. Utolsó élvonalbeli mérkőzése 1982. május 5-én a Vasas ellen volt. A 68. percben csereként állt be és a 81. percben ő szerezte a győztes gólt, amellyel 2–1-re nyert csapata. Összesen 51 élvonalbeli mérkőzésen szerepelt és négy gólt szerzett. 1982-ben a Ganz-MÁVAG játékosa lett.

## Sikerei, díjai
- NB II
  - bajnok: 1980–81